# میگل آلوارینیو
میگل آلوارینیو (انگلیسی: Miguel Alvariño؛ زادهٔ ۳۱ مه ۱۹۹۴) کماندار اهل اسپانیا است.
وی در مسابقات کشوری و بین‌المللی در مجموع برندهٔ ۲ مدال طلا، ۴ مدال نقره، ۲ مدال برنز شده‌است.